# Zainal Abidin III di Terengganu
Zainal Abidin III Muazzam Shah Ibni Almarhum Sultan Ahmad Muazzam Shah II (Kuala Terengganu, 12 aprile 1866 – Kuala Terengganu, 26 novembre 1918) è stato sultano di Terengganu in Malaysia dal 1881 al 1918.

## Biografia

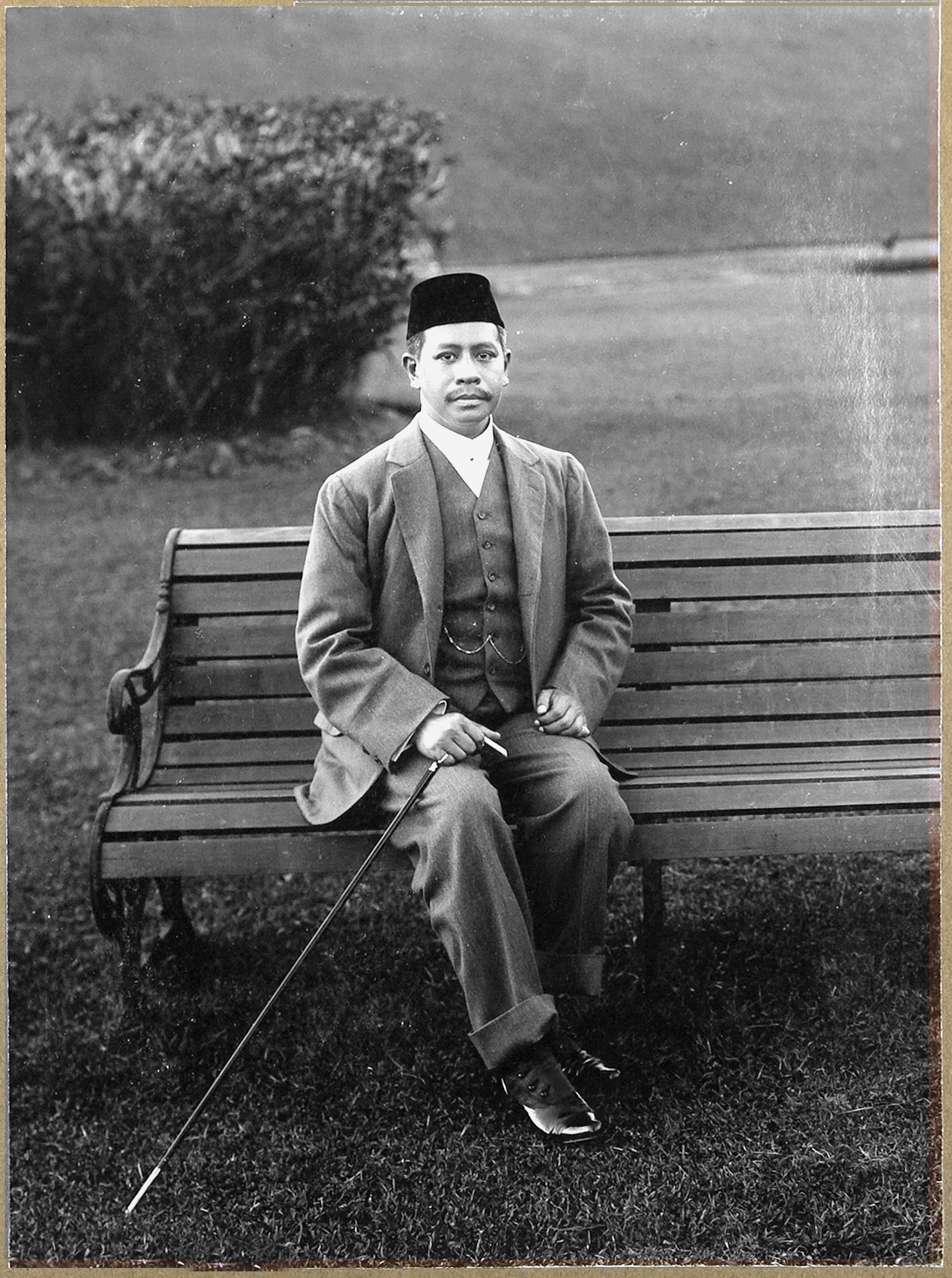
Il sultano nel 1909.

Zainal Abidin III di Terengganu nacque a Kuala Terengganu il 12 aprile 1866 ed era il figlio maggiore del sultano Ahmad Muadzam Shah e di Tengku Kulsum binti Sultan Muhammad Muazzam Shah.
Il 18 dicembre 1881 venne proclamato nuovo sultano. Fu incoronato a Kuala Terengganu il 10 aprile 1882. Sotto il suo regno Terengganu divenne un protettorato britannico ai sensi del trattato anglo-siamese del 1909. Il 2 novembre 1911 introdusse la prima costituzione di Terengganu. 
Si sposò dieci volte ed ebbe venti figli, otto maschi e dodici femmine.
Morì a Kuala Terengganu il 26 novembre 1918 e fu sepolto nella moschea Zainal Abidin della città.